# په منا
په منا (انگلیسی: Pepe Mena؛ زادهٔ ۱۵ مهٔ ۱۹۹۸) بازیکن فوتبال اهل اسپانیا است.
از باشگاه‌هایی که در آن بازی کرده‌است می‌توان به باشگاه فوتبال سویا اشاره کرد.